# Éric Rohmer
Éric Rohmer, nascido Jean-Marie Maurice Schérer ou Maurice Henri Joseph Schérer (Tulle, 21 de março de 1920 — Paris, 11 de janeiro de 2010), foi um cineasta, crítico de cinema, roteirista e professor de literatura francês. Importante figura da nouvelle vague do cinema francês do pós-guerra, Rohmer foi também editor do influente jornal cinematográfico francês Cahiers du cinéma.

## Biografia
Foi professor de Literatura, colaborou nos Cahiers du cinéma desde a sua fundação e escreveu com Claude Chabrol um livro sobre Hitchcock. Assinou uma série de curtas-metragens entre 1954 e 1958, e em 1959 realizou seu primeiro longa-metragem, Le signe du lion. Dirigiu diversos filmes para a televisão escolar entre 1964 e 1966 e, em 1967, La collectionneuse chamou de novo a atenção para o seu nome e o seu estilo.
Entre suas obras destacam-se os "Seis contos morais", ciclo realizado entre 1962 e 1972, composto pelos filmes de curta-metragem A padeira do bairro (La boulangère de Monceau,1962), de média-metragem A carreira de Suzanne (La carrière de Suzanne, 1963) e dos longas-metragens Minha noite com ela (Ma nuit chez Maud,1969), A colecionadora (La Collectionneuse,1967), O joelho de Claire (Le genou de Claire,1970) e Amor à tarde (L'amour l'après-midi, 1972). As histórias giram em torno do mesmo tema: “O narrador procura uma mulher e encontra outra, que monopoliza a sua atenção, até ao momento em que volta a encontrar a primeira”.
Posteriormente, o cineasta viria a dirigir seis filmes do conjunto Comédias e Provérbios, quatro filmes de seus Contos das Quatro Estações e muitos outros. Em 1976, seu drama de época A Marquesa d'O (título original em alemão Die Marquise von O), produção franco-alemã, recebeu o Grand Prix Spécial du Jury do Festival de Cannes.
Realizador elegante e austero, do seu cinema disse Georges Sadoul ser "elitista" e possuidor de uma exigência do absoluto, de diálogos cuidadosamente polidos e de imagens com frémitos puritanos. Rohmer era um cineasta de inspiração católica e, talvez por isso, há um fundo moral nos seus filmes que contam histórias simples, mas onde há uma especial harmonia entre a palavra e a imagem.

## Filmografia

### curtas e médias-metragens
- 1950 - Journal d'un scélérat
- 1954 - Bérénice
- 1956 - La sonate à Kreutzer
- 1958 - Véronique et son cancre
- 1960 - Présentation ou Charlotte et son steak[7]
- 1962 - La boulangère de Monceau[8]
- 1963 - La carrière de Suzanne
- 1964 - L'ère industrielle: Métamorphoses du paysage
- 1964 - Les cabinets de physique au XVIIIème siècle
- 1964 - Nadja à Paris
- 1965 - Perceval ou Le conte du Graal
- 1966 - Une étudiante d'aujourd'hui

### longas-metragens
- 1959 - Le signe du lion... (br: "O signo do leão)
- 1965 - Paris vu par..., (filme coletivo em seis esquetes; dirigiu o episódio Place de l'Etoile[9])
- 1967 - La Collectionneuse...(pt: "A coleccionadora"; br: "A colecionadora")
- 1969 - Ma nuit chez Maud...(pt: "Uma noite em casa de Maude") (br: "Minha noite com ela")
- 1970 - Le genou de Claire...(pt: "O joelho de Claire")
- 1972 - L'amour l'après-midi...(pt: "O amor às três da tarde") (br: "Amor à tarde")
- 1976 - Die Marquise von O......(pt: "A marquesa d'O")
- 1979 - Perceval le Gallois
- 1981 - La femme de l'aviateur...(pt: "A mulher do aviador")
- 1982 - Le beau mariage...(pt: "O bom casamento")
- 1983 - Pauline à la plage...(pt: "Paulina na praia")
- 1984 - Les nuits de la pleine lune...(pt: "As noites de lua cheia")
- 1986 - Le rayon vert...(pt: "O raio verde")
- 1987 - L'ami de mon amie
- 1987 - 4 aventures de Reinette et Mirabelle... (br: "Quatro aventuras de Reinette e Mirabelle")
- 1988 - Les pyramides bleues
- 1990 - Conte de printemps...(pt: "Conto da primavera")
- 1992 - Conte d'hiver
- 1993 - L'arbre, le maire et la médiathèque
- 1995 - Les rendez-vous de Paris
- 1996 - Conte d'été...(pt: "Conto de verão")
- 1998 - Conte d'automne
- 2001 - L'anglaise et le duc
- 2004 - Triple agent
- 2005 - Le canapé rouge
- 2007 - Les amours d'Astrée et de Céladon

## Prémios e momeações
- Recebeu uma nomeação ao Óscar de melhor argumento original, por Ma nuit chez Maud (1969).
- Recebeu uma nomeação ao César de melhor filme, por Les nuits de la pleine lune (1984).
- Recebeu uma nomeação ao César de melhor realizador, porLes nuits de la pleine lune (1984).
- Recebeu duas nomeações ao César de Melhor Argumento Original, por Le beau mariage (1982) e Les nuits de la pleine lune (1984).
- Recebeu uma nomeação ao César de melhor argumento - adaptado ou original, por L'ami de mon amie (1987).
- Recebeu uma nomeação ao European Film Awards de Melhor Realizador, por L'anglaise et le duc (2001).
- Ganhou o Grande Prémio do Júri no Festival de Cannes, por Die Marquise von O... (1976).
- Ganhou o Urso de Prata de melhor realizador, no Festival de Berlim, por Pauline à la plage (1983).
- Ganhou o Prémio Especial do Júri no Festival de Berlim, por La collectionneuse (1967).
- Ganhou o Prémio Ecuménico do Júri no Festival de Berlim, por Conte d'hiver (1992).
- Ganhou duas vezes o Prémio FIPRESCI no Festival de Berlim, por Pauline à la plage (1983) e Conte d'hiver (1992).
- Ganhou o Prémio OCIC no Festival de Berlim, por Pauline à la plage (1983).
- Ganhou um Leão de Ouro no Festival de Veneza, em homenagem à sua carreira em 2001.
- Ganhou o Leão de Ouro no Festival de Veneza, por Le rayon vert (1986).
- Ganhou o prémio de melhor argumento no Festival de Veneza, por Conte d'automne (1998).
- Ganhou o Prémio FIPRESCI no Festival de Veneza, por Le rayon vert (1986).